# Thomas Nagel
Thomas Nagel, (Beograd, 4. srpnja 1937.), je poznati američki filozof, profesor filozofije i prava pri Sveučilištu u 
New Yorku. Nagel se prvenstveno posvetio filozofiji uma, političkoj filozofiji, i etici. Svjetski poznat postaje kritizirajući redukcionizam u svom članku ”What Is it Like to Be a Bat?” (1974.), ali i za svoj doprinos o etičkim, političkim i socijalnim pitanjima. U pogledu etike brani stanovište altruizma protiv npr. egoizma.

## Životopis
Thomas Nagel rođen je u Beogradu u židovskoj obitelji. Studirao je na sveučilištima Cornell i Oxford. Doktorirao je 1963. na Harvardovom sveučilištu kod profesora Johna Rawlsa. Poslije toga je podučavao na sveučilištima Berkley
(1963. – 1966.) i Princeton (1966. – 1980). Profesor filozofije na Sveučilištu u New Yorku postaje 1980., a na istom sveučilištu postaje i profesor prava 1986. 
Član je Britanske Akademije, Američke akademije umjetnosti i znanosti, i dobitnikom je mnogobrojnih priznanja, između ostalih 2008. dobiva Rolf Schockijevu Nagradu za logiku i filozofiju.

## Filozofija
U svom članku ”What Is it Like to Be a Bat?” Nagel postavlja pitanje je li svijest subjektivno iskustvo koje se ne može reducirati na moždane aktivnosti. Nagel tvrdi da se filozofija uma neće nastaviti razvijati sve dok se ne postavi jasna razlika između subjektivnosti i objektivnosti. 
Njegove knjije su prevedene na desetke jezika a najpoznatije su Pogled ni otkuda (The View from Nowhere), Što to sve znači? (What Does It All Mean?) i Posljednja riječ (The Last Word).